# Válber da Silva Costa
Válber da Silva Costa, kurz Válber, (geboren am 6. Dezember 1971 in São Luís, Brasilien) ist ein ehemaliger brasilianischer Fußballspieler.

## Karriere
Der 1,77 Meter große Stürmer begann seine Karriere 1992 beim Verein Mogi Mirim EC, bei welchem er für eine Spielzeit unter Vertrag stand. Bei der Staatsmeisterschaft von São Paulo schoss er im gleichen Jahr 17 Tore und wurde Torschützenkönig. Von 1995 bis 1996 war er beim Verein SE Palmeiras unter Vertrag und spielte mit bekannten Spieler, Rivaldo, Müller und Cafu im gleichen Verein. In den Jahren 1994 bis 2003 stand er bei verschiedenen Vereinen unter Vertrag, 2004 unterzeichnete er einen Vertrag beim Verein Mogi Mirim EC, nachdem Jahr beendete er die Karriere.